# François-Joachim de Pierre de Bernis
François-Joachim de Pierre, cardenal de Bernis (Saint-Marcel-d'Ardèche, 22 de mayo de 1715 - Roma, 3 de noviembre de 1794) fue un escritor, clérigo y diplomático francés.

## Biografía
Nacido en el seno de una familia de la antigua nobleza, pero pobre, estudió en el colegio Louis-le-Grand en París antes de entrar en el gran seminario de Saint-Sulpice. Monseñor de Fleury, en principio su protector, se volvió contra él interrumpiendo su futura carrera eclesiástica. Bernis escribía en sus memorias:

"Yo nací sensible en exceso. Mi situación me humillaba, me reconcomía la amargura; pero sabía que una cara triste no interesaba y fatigaba pronto. Tuve la fuerza de voluntad de reservarme mis angustias y mostrar, ante los demás, únicamente mi imaginación y mi alegría".

Hasta los 35 años escribió y publicó poesía galante, lo que le valió que Voltaire le pusiera como mote "Babet la ramilletera" o "Belle Babet". A los 29 años, en 1744 ingresó en la Academia Francesa.
Sus versos le proporcionaron prestigio y amigos. Por medio de Mme. d’Estrades, sobrina de la Marquesa de Pompadour, trabó amistad con ésta que le sacó de la pobreza consiguiéndole una pensión real de 1.500 libras, y un apartamento en las Tullerías.

## Diplomático
En 1752 solicitó una embajada. El rey le propuso la de Polonia, pero él la rechazó y fue enviado a Venecia. La Serenísima no era, en aquel tiempo, un lugar importante, la ciudad era conocida, sobre todo, por sus cortesanos y sus carnavales. Bernis no se hizo ilusiones: "No estoy muy seguro en Venecia, y todo aquello que pueda afectarme, será mejor olvidarlo".
Bernis vivía lujosamente, su cocinero era famoso, toda Europa pasaba por Venecia para divertirse y todo aquel que tenía un nombre era invitado a la casa del embajador de Francia. Realmente, Bernis gustó siempre de una vida colmada de placeres sobre la que deliberaba:
Cuando mis amigos me reprochan el despilfarro que hago, yo les respondo: "yo invierto mi dinero a fondo perdido, es una contribución muy ventajosa, por lo mucho que me reportará en abadías y dignidades".
En 1755, se pensó en él como embajador de España, un prestigioso cargo, y fue reclamado desde Versalles.

## El retorno de las alianzas de 1756
Pese a mostrar sus reservas al respecto, fue encargado de negociar con el conde de Staremberg el retorno de las alianzas entre el rey Federico II de Prusia y la emperatriz de Austria. Choiseul fue designado embajador de Viena a lo que Bernis accedió a condición de que él fuera nombrado secretario de Estado de Asuntos Exteriores. La cuestión podía parecer amistosa, pero era hipócrita: semejante ministro en un período semejante, era una trampa, se corría el riesgo de perder. En 1757, Bernis entró en el Consejo del rey. 
Consiguió innumerables favores: la abadía de Trois-Fontaines, cisterciense, fue nombrado caballero de la Orden del Espíritu Santo y tenía, entonces, 40.000 libras de renta.
El Tratado de Versalles se firmó en 1756, conduciendo a la Guerra de los Siete Años. El destino de las armadas se presentaba catastrófico. Bernis se ofreció para solucionar esta crisis. Pidió ser nombrado primer ministro a lo que el rey se opuso; Bernis solicitó, entonces, el capelo de cardenal a fin de ser, por lo menos representativamente, el primero de los ministros. El rey aceptó el trato (octubre de 1757), (derrota de Rossbach en noviembre de 1757). Bernis pareció conseguirlo: el pacificador, el conciliador, en la cumbre del poder. Quince días más tarde recibió una carta del rey despidiéndole, con la orden de que se retirara a su residencia de Vic-sur-Aisne de la que no debía salir. Era el exilio.

## Obispo de Albi
Finalmente pronunció sus votos. En 1764 fue nombrado obispo de Albi. Plantó viñedos, construyó caminos, hizo caridad y se reveló como un excelente administrador. Y pudo, gracias a los copiosos beneficios eclesiásticos, llevar una vida acomodada.

## En Roma
El Papa Clemente XIII murió pronto: se convocó un cónclave y Bernis partió para Roma. Tenía una misión que cumplir: encontrar un candidato anti-jesuita. La Compañía atravesaba, en aquellos momentos, por una situación peligrosa: estaba prohibida en Portugal, en España y en Francia, el nuevo Papa tendría que encargarse de su disolución. Bernis intrigó entre los cardenales participantes en el cónclave , que eligieron, finalmente, al Papa Clemente XIV, que disolvería finalmente a la Compañía de Jesús. En Roma, Bernis disfrutó como anfitrión, dispuso del mejor cocinero de la ciudad (pese a que la gota le condenara a las verduras cocidas), y saboreó el placer de vivir antes de que llegara la Revolución francesa.

## La caída
A finales de 1790 Bernis se vio obligado a prestar juramento de fidelidad a la Constitución civil del clero. En principio él cambió los términos enviando un juramento con reservas. El 30 de enero de 1791, el juramento de Bernis fue declarado nulo por la Asamblea. El 23 de febrero Bernis manifestó su rechazo por escrito. El 30 de marzo recibió una carta de advertencia.
Paralelamente fue despojado de su dignidad episcopal: a últimos de octubre de 1790, el directorio departamental le había obligado a escoger entre su obispado de Albi y su embajada. A principios de 1791, un nuevo obispo ocupó su lugar. Bernis pasó a percibir, entonces, las 10 000 libras que cobraban los obispos dimisionarios; peor aún, se le reclamaban 18.000 libras correspondientes a los últimos impuestos. Bernis, enemigo de la Revolución, presionó al Papa para que condenara la Constitución civil del clero.
En marzo de 1792 fue inscrito, por primera vez, en la lista de los emigrados. Pese a la anulación de esa inscripción, los muebles de su ancestral castillo, en Ardèche, fueron vendidos en una puja para pagar las 53.000 libras de contribución patriótica que le exigía su distrito. El 4 de marzo de 1793, fue declarado, definitivamente, emigrado. El resto de sus bienes fueron vendidos.
Bernis siguió disfrutando de la misma influencia en Roma, pese a no sustentar ningún cargo oficial. En abril de 1790, acogió en su casa a las Mesdames Adelaida y Victoria, hijas de Luis XV. El 10 de diciembre de 1790, fue nombrado, por los Estados Pontificios visitador de las iglesias, conventos y posesiones de Francia. En febrero de 1790 fue encargado, asimismo, de negociar, con el rey Carlos IV de España, la acogida del conde de Provenza. Bernis sólo consiguió una invitación para el conde.
El domingo, 3 de noviembre de 1794, Benis murió en Roma. Fue enterrado en la Iglesia de San Luis de los Franceses hasta 1805, fecha en la que su familia hizo trasladar los restos a la Catedral de Notre-Dame-et-Saint-Castor en Nimes. Su corazón se quedó en Roma.

## Memorias
Bernis se hizo célebre gracias a sus Memorias, escritas con un estilo ameno, como era habitual en su época, en las mismas contaba las aventuras de su vida, denunciando a sus enemigos, como Fleury, y mostrando su fidelidad a sus amigos, como Madame de Pompadour. Se mostraba a sí mismo como el virtuoso que nunca fue: afirmando, sin pudor, que rechazaba todo desenfreno, lo que el testimonio de sus contemporáneos, como Casanova no sustentaban.

## Cita
"Yo elegiría ir al cielo por su ambiente, pero preferiría el infierno por sus relaciones."

## Principales obras
- Réflexions sur les passions et sur les goûts (1741)
- Poésies diverses, par M. L. D. B. (1744)
- Œuvres meslées en prose et en vers de M. L. D. B*** (1753)
- Les Quatre saisons, ou les Géorgiques françoises, poëme (1763)
- Les Saisons et les jours, poèmes (1764)
- Œuvres complettes de M. le C. de B*** (1767)
- Correspondance du cardinal de Bernis, ministre d'État, avec M. Paris-Du-Verney, conseiller d'État, depuis 1752 jusqu'en 1769 (1790)
- La Religion vengée, poëme en 10 chants (1795)
- Correspondance de Voltaire et du cardinal de Bernis, depuis 1761 jusqu'à 1777 (1799)
- Mémoires et lettres de François-Joachim de Pierre, Cardinal de Bernis (1715-1758), publiés avec l'autorisation de sa famille, d'après les manuscrits inédits par Frédéric Masson (1878). Réédition : Mercure de France, Paris, 2000